# Белинце (район Топольчаны)
Белинце (венг. Belince) — деревня и муниципалитет в районе Топольчаны области Нитра, Словакия. В 2011 году в деревне проживало 316 человек.
Деревня упоминается в исторических источниках в 1318 году как Буллад. Более поздние названия: Майор, Малый Белеч (1386), Былье.
Церковь святых Николая, Кирилла и Мефодия ― новое здание 1968 года, построенное приходским священником Пресели Антоном Штитни. Совершать богослужения в нем не разрешалось. Церковь использовалась как дом скорби. На перекрестке находится часовня Семипалатинской Богородицы.

## Население
| Год:                | 1994 | 2004    | 2014     | 2024     |
| ------------------- | ---- | ------- | -------- | -------- |
| Количество человек: | 267  | 281     | 324      | 376      |
| Разница:            |      | +5,24 % | +15,30 % | +16,04 % |